# Bambusa comillensis
Bambusa comillensis är en gräsart som beskrevs av M.K. Alam. Bambusa comillensis ingår i släktet Bambusa och familjen gräs.
Artens utbredningsområde är Bangladesh. Inga underarter finns listade i Catalogue of Life.